# ФК Анже
Спортски клуб Анже (фр. Angers Sporting Club), познатији као само Анже, професионални је фудбалски клуб из Анжеа који наступа у Првој лиги Француске. Клуб је основан 1919. године, а домаће утакмице игра на стадиону Ремон Копа капацитета 17.048  места.

## Историја
Анже је основан 1919. исте године када и Фудбалски савез Француске.

## Некадашњи играчи
| - Ремон Копа - Улрих Раме - Бошко Антић - Милан Дамјановић - Владица Ковачевић |